# Girls' Generation-TTS
Girls' Generation-TTS (Hangul: 소녀시대-태티서), còn được biết đến với các tên gọi TTS hoặc TaeTiSeo) là nhóm nhỏ chính thức đầu tiên của nhóm nhạc nữ Hàn Quốc Girls' Generation. Được SM Entertainment thành lập vào năm 2012, nhóm gồm ba thành viên gồm Taeyeon, Tiffany và Seohyun. Nhóm đã phát hành ba mini-album: Twinkle (2012), Holler (2014) và Dear Santa (2015).

## Lịch sử
Trước khi thông báo của nhóm vào tháng 4 năm 2012, cả ba thành viên của Girls' Generation đã cùng làm MC cho chương trình ca nhạc của Hàn Quốc là Music Core từ tháng 2 năm ngoái, Tiffany cũng từng là MC trong chương trình này từ năm 2009.Tháng 4/2013 do vướng lịch hoạt động ở Nhật nên TTS đã phải ngừng làm MC cho chương trình ca nhạc này
Ngày 19 Tháng 4 năm 2012, SM Entertainment chính thức công bố nhóm phụ này, nêu rõ bài phát biểu họ rằng nhóm phụ này có thể thu hút người hâm mộ trên tất cả các khía cạnh âm nhạc, các màn trình diễn và phong cách thời trang. Ngoài ra họ còn tiết lộ ý định có khả năng trong tương lai sẽ có sự thay đổi thành viên để tạo thêm các nhóm nhỏ khác mới. Tên nhóm "TaeTiSeo" đặt theo viết tắt ba âm tiết đầu các thành viên trong nhóm là Taeyeon, Tiffany, và Seohyun. Tên này có các chữ "T" và "S", có âm thanh riêng biệt, cho mọi người cảm nhận âm cảm mạnh mẽ của nhóm và cũng cho phép những người hâm mộ nhận ra các thành viên ngay lập tức. Nhóm nhỏ xuất hiện với sự khác biệt so với nhóm chính, với sự tập trung chuyển hướng tới giọng hát, chứ không phải là các vũ đạo đồng bộ nhóm như trong Girls' Generation, cũng như lựa chọn thời trang độc đáo hơn.

### 2012: Ra mắt với Twinkle

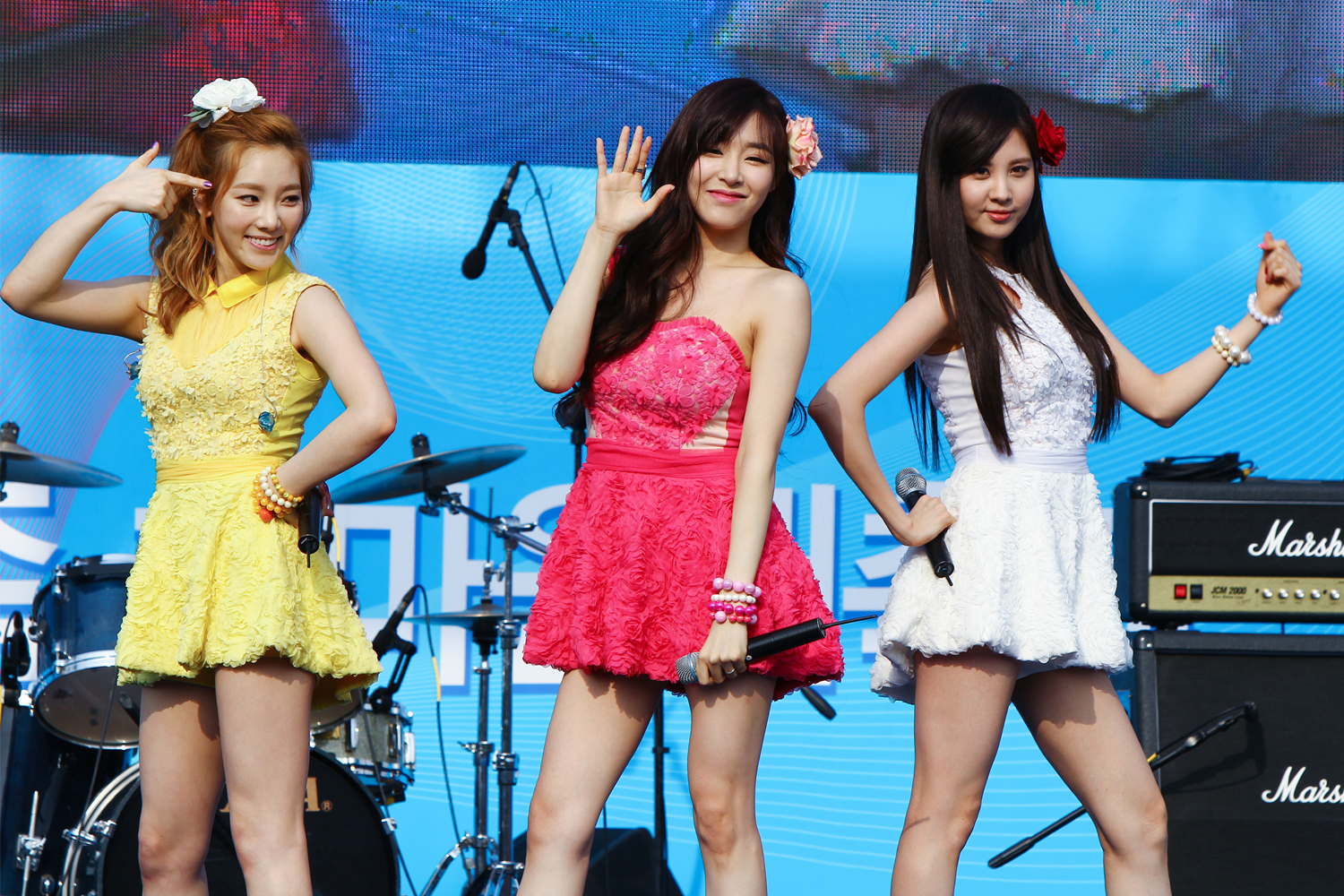
TaeTiSeo vào ngày 25 tháng 5 năm 2013

EP đầu tay của nhóm, Twinkle đã được phát hành vào giữa đêm (giờ Hàn Quốc) vào ngày 29 tháng 4 năm 2012 tại iTunes Store trên toàn thế giới. MV ra mắt một ngày sau đó đã chạm mốc 10 triệu lượt xem trên YouTube ngay trong tuần đầu tiên. Mini-album cùng tên được phát hành dưới dạng nhạc số vào ngày 30 tháng 4 và dưới dạng album vật lý vào ngày 02 tháng 5. Album cũng như ca khúc chủ đề ngay sau khi phát hành đã triệt hạ các bảng xếp hạng lớn nhỏ tại Hàn Quốc, cũng như đạt được thứ hạng rất cao trên bảng xếp hạng iTunes Album của các nước như Mỹ, Nhật Bản, Canada, Úc, Anh, Tây Ban Nha,.... Ngày 03 tháng 5, TTS bắt đầu quảng bá album trên các show âm nhạc tuần. Họ là nhóm nhỏ đầu tiên giành "triple crown" trên các show âm nhạc Hàn Quốc, vững vàng với vị trí số 1 xuyên suốt 3 tuần quảng bá. Cùng lúc đó, Holler trở thành album có vị trí cao nhất từ trước đến nay của một nghệ sĩ Hàn Quốc trên U.S Itunes và Billboard charts, hạ cánh tại vị trí 126 trên bảng xếp hạng Billboard 200 (kỉ lục này đã bị phá). Ca khúc có hơn 2.520.485 lượt download trong tháng bảy tại Hàn Quốc, đồng thời album cũng bán được hơn 144.000 bản trong nước và 28.000 bản ở nước ngoài.

### 2014: Holler

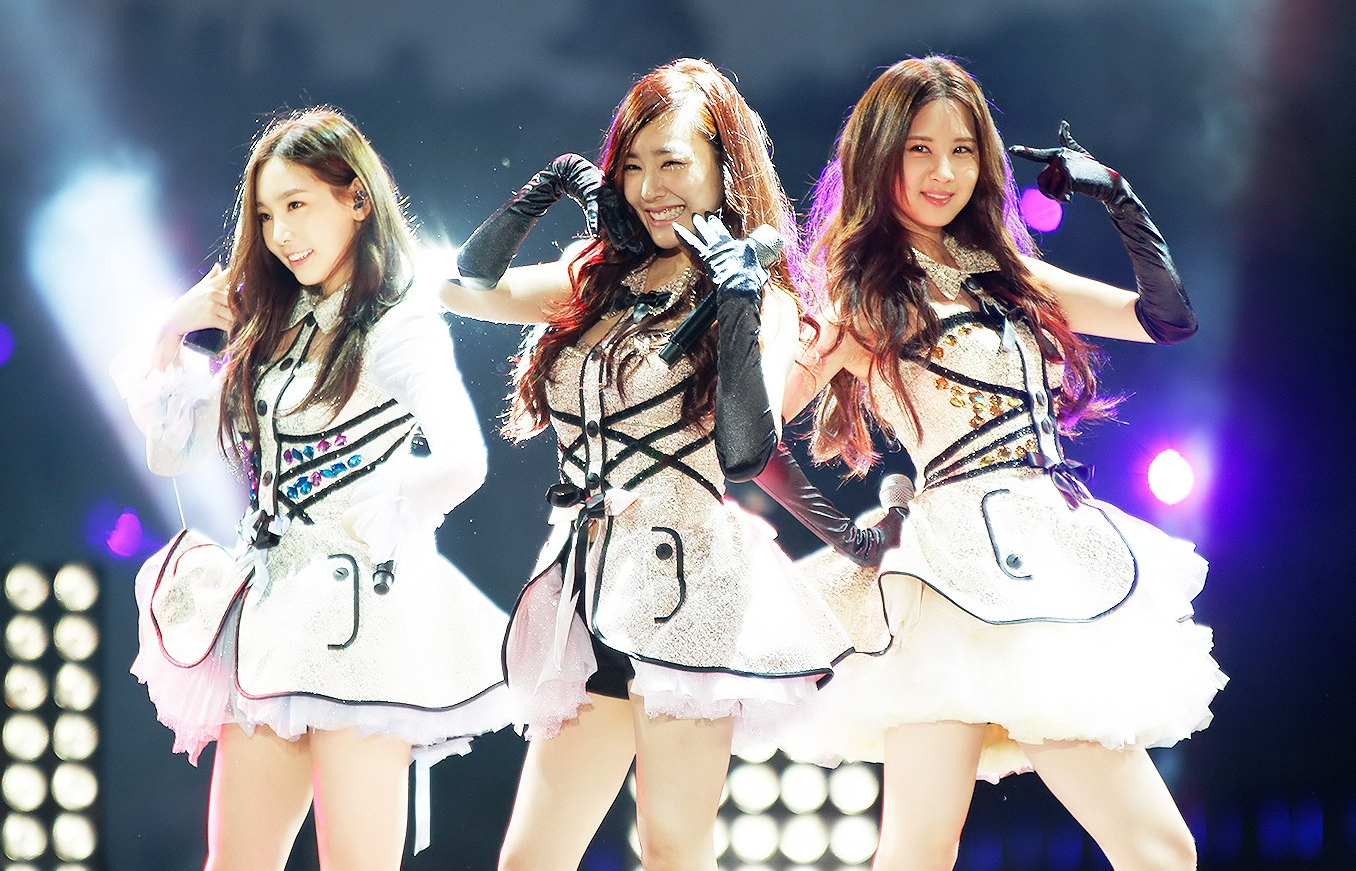
TaeTiSeo tại Suncheon Bay Garden Expo International K-POP Concert năm 2013

Sau màn trình diễn tại Blue One Dream Festival vào tháng bảy, nhóm thông báo sẽ quay trở lại với mini-album thứ hai sau hơn 2 năm vắng bóng. Album được phát hành dưới dạng nhạc số vào ngày 16 tháng 9 và dưới dạng album vật lý vào ngày 18 tháng 9. Ngay khi vừa ra mắt, Holler đã chiếm vị trí số 1 trên các bảng xếp hạng âm nhạc của Hàn Quốc và Châu Á, chen chân vào Billboard World Albums. Thành tích này giúp TTS trở thành nghệ sĩ Hàn Quốc thứ ba và là nghệ sĩ nữ đầu tiên có nhiều hơn một lần No. 1 tại bảng xếp hạng uy tín này. Lần đầu tiên học giành vị trí số 1 là với mini-album đầu tay Holler. Trong cuộc phỏng vấn với Billboard, ba cô nàng chia sẻ, "Chúng tôi rất vui khi thực hiện album này bởi các thành viên đều tự chọn lựa ca khúc để đưa vào. Chúng tôi đã cùng ngồi với ê kíp sản xuất và họ đưa ra một loạt các ca khúc, sau đó mọi người thi nhau chọn “Không… tôi muốn bài này! Chúng tôi muốn nó!”. Từ video cho tới cách thể hiện các ca khúc đều mang đậm dấu ấn cá nhân, vì thế thật vui khi có thể mang đến một khía cạnh âm nhạc khác của nhóm mà các bạn chưa biết. Tôi nghĩ tất cả các ca khúc của SNSD đều được đầu tư hơn trước, dễ thương và giàu năng lượng hơn. Âm nhạc của chúng tôi luôn được trau chuốt kỹ càng, sâu sắc và nhiều tầng lớp hơn." Song song với quá trình quảng bá ca khúc, học đã cùng nhau xuất hiện trong show thực tế The TaeTiSeo. Chương trình làm nổi bật lên những khía cạnh khác nhau của Taeyeon, Tiffany, Seohyun, tiết lộ cuộc sống hàng ngày và thói quen của nhóm mỗi khi rảnh rỗi. Một số phân đoạn hậu trường MV Holler cũng được hé lộ thông qua chương trình.

### 2015: Dear Santa
Sau màn thành công hoành tráng của Girls' Generation với 3 ca khúc Party, Lion Heart và You Think, TTS thông báo sẽ comeback với album Dear Santa và ca khúc chủ đề cùng tên. MV Dear Santa đạt cột mốc 1 triệu lượt xem sau 1 ngày ra mắt. Nhóm cũng đã tung ra phiên bản tiếng Anh cho MV và nhận được sự ủng hộ của nhiều người. Album Dear Santa sau khi phát hành đạt vị trí thứ hai của bảng xếp hạng Gaon Albums (Hàn Quốc) và được bán với hơn 60,456 bản cùng ngày. Seohyun viết lời cho "Dear Santa". Với mong muốn đưa giáo dục âm nhạc vào các trường học ở Châu Á, TTS đã giành một phần doanh thu bán album cho một tổ chức từ thiện mang tên "SMile for U", một chiến dịch của  SM Entertainment và UNICEF.

### 2017: Tạm dừng hoạt động - Hướng đi riêng của từng thành viên
Nhóm tạm dừng hoạt động vào năm 2017 sau khi hai thành viên Tiffany và Seohyun rời công ty SM Entertainment. Taeyeon sẽ tiếp tục quảng bá với tư cách thành viên của Girls' Generation, Tiffany gia nhập công ty Paradigm Talent còn Seohyun sẽ tập trung sự nghiệp diễn xuất. Ngoài ra vào ngày 14 tháng 3 năm 2018, Tiffany ra mắt video cover bài hát OST "Remember Me" của tác phẩm điện ảnh nổi tiếng: Coco (2017)

## Danh sách đĩa nhạc

### Mini-album
| Album                                           | Thông tin                                                                                  | Thứ hạng cao nhất | Thứ hạng cao nhất | Thứ hạng cao nhất | Thứ hạng cao nhất | Thứ hạng cao nhất | Doanh thu                  |
| Album                                           | Thông tin                                                                                  | HQ                | NB                | Mỹ                | Mỹ World          | Mỹ Heat           | Doanh thu                  |
| ----------------------------------------------- | ------------------------------------------------------------------------------------------ | ----------------- | ----------------- | ----------------- | ----------------- | ----------------- | -------------------------- |
| Twinkle                                         | - Ngày phát hành: 29 tháng 4, 2012 - Hãng đĩa: SM Entertainment - Định dạng: CD, tải về    | 1                 | 6                 | 126               | 1                 | 2                 | - HQ: 155.521 - NB: 27.768 |
| Holler                                          | - Ngày phát hành: 16 tháng 9, 2014 - Hãng đĩa: SM Entertainment - Định dạng: CD, tải về    | 1                 | 23                | —                 | 1                 | 11                | - HQ: 87.513 - NB: 12.758  |
| Dear Santa                                      | - Ngày phát hành: 4 tháng 12 năm 2015 - Hãng đĩa: SM Entertainment - Định dạng: CD, tải về | 2                 | 25                | —                 | 4                 | 14                | - HQ: 60.456 - NB: 7.845   |
| "—" cho biết album không lọt vào bảng xếp hạng. |                                                                                            |                   |                   |                   |                   |                   |                            |

### Đĩa đơn
| Bài hát                                           | Năm  | Thứ hạng cao nhất | Thứ hạng cao nhất | Thứ hạng cao nhất | Doanh số        | Album      |
| Bài hát                                           | Năm  | HQ Gaon           | HQ Hot 100        | Mỹ World          | Doanh số        | Album      |
| ------------------------------------------------- | ---- | ----------------- | ----------------- | ----------------- | --------------- | ---------- |
| "Twinkle"                                         | 2012 | 1                 | 2                 | 4                 | - HQ: 2.520.485 | Twinkle    |
| "Whisper"                                         | 2014 | 4                 | —                 | —                 | - HQ: 346.386   | Holler     |
| "Holler"                                          | 2014 | 3                 | —                 | 6                 | - HQ: 460.712   | Holler     |
| "Dear Santa"                                      | 2015 | 7                 | —                 | 7                 | - HQ: 486.713   | Dear Santa |
| "—" cho biết bài hát không lọt vào bảng xếp hạng. |      |                   |                   |                   |                 |            |

### Bài hát lọt vào bảng xếp hạng khác
| Bài hát                                           | Năm  | Thứ hạng cao nhất | Thứ hạng cao nhất | Album      |
| Bài hát                                           | Năm  | HQ Gaon           | HQ Hot 100        | Album      |
| ------------------------------------------------- | ---- | ----------------- | ----------------- | ---------- |
| "Baby Steps"                                      | 2012 | 15                | 22                | Twinkle    |
| "OMG"                                             | 2012 | 26                | 44                | Twinkle    |
| "Library"                                         | 2012 | 33                | 75                | Twinkle    |
| "Goodbye, Hello"                                  | 2012 | 32                | 59                | Twinkle    |
| "Love Sick"                                       | 2012 | 28                | 58                | Twinkle    |
| "Checkmate"                                       | 2012 | 44                | 89                | Twinkle    |
| "Adrenaline"                                      | 2014 | 42                | —                 | Holler     |
| "Only U"                                          | 2014 | 51                | —                 | Holler     |
| "Stay"                                            | 2014 | 69                | —                 | Holler     |
| "Eyes"                                            | 2014 | 75                | —                 | Holler     |
| "Merry Christmas"                                 | 2015 | 29                | —                 | Dear Santa |
| "Winter Story"                                    | 2015 | 41                | —                 | Dear Santa |
| "First Snow"                                      | 2015 | 51                | —                 | Dear Santa |
| "I Like the Way"                                  | 2015 | 57                | —                 | Dear Santa |
| "—" cho biết bài hát không lọt vào bảng xếp hạng. |      |                   |                   |            |

## Danh sách video

### Chương trình truyền hình
| Năm  | Chương trình | Kênh    |
| ---- | ------------ | ------- |
| 2014 | The TaeTiSeo | OnStyle |

### Video âm nhạc
| Bài hát                            | Năm  | Đạo diễn    |
| ---------------------------------- | ---- | ----------- |
| "Twinkle"                          | 2012 | Không biết  |
| "OMG (Oh My God)"                  | 2012 | Không biết  |
| "Holler"                           | 2014 | Hong Won-ki |
| "Dear Santa"                       | 2015 | Không biết  |
| "Dear Santa" (phiên bản tiếng Anh) | 2015 | Không biết  |

## Giải thưởng và đề cử
| Năm  | Giải thưởng              | Hạng mục                       | Đề cử     | Kết quả   |
| ---- | ------------------------ | ------------------------------ | --------- | --------- |
| 2012 | Mnet 20's Choice Awards  | 20's Trendy Music              | —         | Đoạt giải |
| 2012 | Mnet Asian Music Awards  | Best Female Group              | —         | Đề cử     |
| 2012 | Mnet Asian Music Awards  | Best Global Group              | —         | Đề cử     |
| 2012 | Mnet Asian Music Awards  | Artist of the Year             | —         | Đề cử     |
| 2012 | MelOn Music Awards       | Top 10 Artist                  | "Twinkle" | Đề cử     |
| 2012 | SBS MTV Best of the Best | Best Global                    | —         | Đề cử     |
| 2012 | SBS MTV Best of the Best | Artist of the Year             | —         | Đề cử     |
| 2012 | Gaon Chart K-Pop Awards  | Album of the Year              | Twinkle   | Đoạt giải |
| 2012 | Gaon Chart K-Pop Awards  | Song of the Year (Tháng 5)     | "Twinkle" | Đoạt giải |
| 2013 | Golden Disk Awards       | Disk Daesang                   | Twinkle   | Đề cử     |
| 2013 | Golden Disk Awards       | Digital Daesang                | "Twinkle" | Đề cử     |
| 2013 | Golden Disk Awards       | Popularity Award               | —         | Đề cử     |
| 2013 | Seoul Music Awards       | Bonsang Award                  | Twinkle   | Đề cử     |
| 2013 | Seoul Music Awards       | Popularity Award               | Twinkle   | Đề cử     |
| 2014 | 7th Style Icon Awards    | Top 10 Style Icons             | —         | Đoạt giải |
| 2014 | Mnet Asian Music Awards  | Youku - Tudou Best Music Video | "Holler"  | Đề cử     |
| 2014 | Mnet Asian Music Awards  | K-Pop Fan's Choice – Female    | —         | Đoạt giải |
| 2015 | Seoul Music Awards       | Disk Bonsang Award             | Holler    | Đoạt giải |
| 2015 | Golden Disk Awards       | Disk Bonsang                   | Holler    | Đoạt giải |